# Pestovsky (huyện)
Huyện Pestovsky (tiếng Nga: ? райо́н) là một huyện hành chính tự quản (raion), của Tỉnh Novgorod, Nga. Huyện có diện tích 2069 km², dân số thời điểm ngày 1 tháng 1 năm 2000 là 4200 người. Trung tâm của huyện đóng ở Pestovo.